# Triệu vương Gia
Triệu vương Gia (chữ Hán: 趙王嘉, trị vì: 227 TCN - 223 TCN), hay Đại vương Gia (代王嘉), tên thật là Triệu Gia (趙嘉), là vị vua thứ 11 và là vua cuối cùng của nước Triệu - chư hầu thời Chiến Quốc trong lịch sử Trung Quốc.

## Duy trì nước Triệu
Triệu Gia là con trưởng của Triệu Điệu Tương vương. Vua cha yêu người vợ thứ vốn làm nghề hát xướng, sinh ra người em là Triệu Thiên. Triệu Thiên được vua cha yêu mến nên lập làm thái tử. Năm 236 TCN, Triệu Điệu Tương vương mất, Triệu Thiên lên nối ngôi, tức là Triệu U Mục vương.
Năm 229 TCN, Tần vương Chính sai Vương Tiễn đánh Triệu. Triệu U Mục vương tin dùng gian thần Quách Khai, nghe lời Quách Khai đã nhận tiền của nước Tần gièm pha tướng Lý Mục. Triệu vương Thiên giết Lý Mục khiến quân Triệu không còn tướng giỏi, bị quân Tần đánh bại. Vương Tiễn tiến vào Hàm Đan bắt Triệu vương Thiên (228 TCN).
Lúc Hàm Đan thất thủ, Triệu Gia không chịu đầu hàng quân Tần, cùng với vài trăm quý tộc nước Triệu bỏ chạy lên đất Đại ở phía bắc. Ông tự xưng là Đại vương làm vua đất Đại, sai sứ sang nước Yên liên minh với Yên vương Hỉ và thái tử Đan, đóng quân ở Thượng Cốc, tiếp tục duy trì nước Triệu chống Tần.

## Thất bại
Sau khi thích khách Kinh Kha do thái tử Đan phái đi giết Tần vương Chính không thành công, Kinh Kha bị giết, Tần vương Chính căm giận nước Yên, dốc quân đánh Yên. Năm 227 TCN, các tướng Tần là Vương Tiễn và Tân Thắng tiến quân đến nước Yên. Đại vương Gia ra quân, hợp sức với quân Yên cùng chống Tần. Hai bên đánh nhau 3 trận phía tây sông Dịch không phân thắng bại.
Năm 226 TCN, Tần vương Chính sai con Vương Tiễn là Vương Bí mang quân tiếp viện cho Vương Tiễn. Có thêm quân, Vương Tiễn đánh bại liên quân Yên – Đại. Yên vương Hỉ sợ hãi, phải bỏ Kế đô chạy sang Liêu Đông. Đại vương Gia lui quân về nước.
Sau đó trước sức ép của nước Tần, Yên vương Hỉ phải giết thái tử Đan nộp đầu cho Tần vương Chính để tạ tội hành thích. Vua Tần quay sang đánh Ngụy và Sở nên 2 nước Yên, Đại được yên một thời gian nữa.
Năm 223 TCN, sau khi diệt Ngụy và Sở, vua Tần lại đánh Yên. Vương Tiễn tiến quân vào Bình Nhưỡng bắt sống Yên vương Hỉ. Trên đường về nước, Vương Tiễn mang quân đánh vào nước Đại. Đại vương Gia không chống nổi, bị quân Tần bắt. Không chịu nhục, ông bèn tự sát.
Đại vương Gia làm vua được 6 năm thì mất nước. Nước Triệu được duy trì thêm 6 năm sau khi Hàm Đan thất thủ, gồm có 11 đời vua thì bị Tần diệt hoàn toàn.
Đời Tần mạt–Hán Sở, một công tộc nước Triệu là Triệu Yết xưng vương chống nhà Tần.